# Fairchild C-119 Flying Boxcar
Fairchild C-119 Flying Boxcar (tudi R4Q) je bilo ameriško dvomotorno vojaško transportno letalo. Razvito je bilo na podlagi letal iz 2. svetovne vojne, kot je C-82 Packet. Namenjeno je bilo prevozu tovora, padalcev, za medicinske prevoze in drugo. Prvi C-119 je poletel novembra 1947. Do konca proizvodnje leta 1955 so proizvedli čez 1100 primerkov.
C-119 je bil sprva predelan C-82 Packet, ki so ga izdelovali med letoma 1945 in 1948. Pri C-119 so spremenili položaj kokpita, kar je omogočalo večjo kapaciteto tovora. Imel je tudi močnejše motorje in trup. 
Leta 1951 je Henry J. Kaiser dobil pogodbo za izdelavo dodatnih C-119 v tovarni pri letališču Willow Run Airport, ki je med vojno proizvajala bombnike B-24. Letala iz te tovarne so imela zvezdaste motorje Wright R-3350-85 Duplex Cyclone, Fairchildova letala pa Pratt & Whitney R-4360 Wasp Major.

## Tehnične specifikacije
- Posadka: 5
- Kapaciteta: 62 vojakov ali 35 nosil
- Tovor: 10 000 lb (4 500 kg)
- Dolžina: 86 ft 6 in (26,37 m)
- Razpon kril: 109 ft 3 in (33,30 m)
- Višina: 26 ft 6 in (8,08 m)
- Površina kril: 1 447 ft² (134,4 m²)
- Prazna teža: 40 000 lb (18 000 kg)
- Naložena teža: 64 000 lb (29 000 kg)
- Maks. vzletna teža: 74 000 lb (34 000 kg)
- Motorji: 2 × Pratt & Whitney R-4360-20 zvezdasti motorji, 3 500 KM (2 611 kW) vsak

- Maks. hitrost: 296 mph (257 vozlov, 450 km/h)
- Dolet: 2 280 mi (1 980 nm, 3 670 km)
- Višina leta (servisna): 23 900 ft (7 290 m)
- Hitrost vzpenjanja: 1 010 ft/min (5,1 m/s)
- Obremenitev kril: 44 lb/ft² (216 kg/m²)
- Razmerje moč/teža: 0,11 KM/lb (180 W/kg)